# Crowley (Texas)
Crowley es una ciudad ubicada en el condado de Tarrant en el estado estadounidense de Texas. En el Censo de 2010 tenía una población de 12.838 habitantes y una densidad poblacional de 682 personas por km².

## Geografía
Crowley se encuentra ubicada en las coordenadas 32°34′41″N 97°21′28″O / 32.57806, -97.35778. Según la Oficina del Censo de los Estados Unidos, Crowley tiene una superficie total de 18.82 km², de la cual 18.79 km² corresponden a tierra firme y (0.18%) 0.03 km² es agua.

## Demografía
Según el censo de 2010, había 12.838 personas residiendo en Crowley. La densidad de población era de 682 hab./km². De los 12.838 habitantes, Crowley estaba compuesto por el 76.46% blancos, el 13.27% eran afroamericanos, el 0.76% eran amerindios, el 1.53% eran asiáticos, el 0.08% eran isleños del Pacífico, el 4.8% eran de otras razas y el 3.11% pertenecían a dos o más razas. Del total de la población el 15.22% eran hispanos o latinos de cualquier raza.